# Кара-Суу (Кочкорский район)
Кара-Суу (кирг. Кара-Суу) — высокогорное село Кочкорского района. Входит в состав Ак-Кыянского аильного округа в Нарынской области Кыргызской Республики.
Расположено вдоль автотрассы Бишкек — Нарын — Торугарт на высоте 1857 м над уровнем моря. Находится в 7 км к востоку от районного центра Кочкорка и в 65 км от железнодорожной станции Балыкчы. Поселок основан в 1938 году. В селе имеется средняя школа, библиотека, детский сад, клуб, объекты бытового обслуживания. Установлен памятник погибшим в годы Великой Отечественной войны.
Население в 2021 году составляло 3 445 человек. Население занимается, в основном, животноводством.